# Eurimages
 (avril 2020).
Eurimages est le fonds culturel du Conseil de l'Europe. Opérationnel depuis 1989, il regroupe aujourd’hui 38 États membres : 37 des 47 États membres de cette organisation basée à Strasbourg, plus le Canada en tant que membre Associé.

## Missions et objectifs
Eurimages participe à la promotion du cinéma indépendant en accordant un soutien financier aux films de fiction, d’animation et aux documentaires. Ainsi, Eurimages encourage la coopération entre professionnels issus de différents pays.
Eurimages propose cinq programmes de soutien :
- coproduction cinématographique
- distribution en salles
- exploitation
- promotion
- égalité entre hommes et femmes

Eurimages dispose d’un budget annuel de 25 millions d’euros. Cette enveloppe budgétaire se compose essentiellement de la contribution de chacun des États membres et du remboursement des soutiens accordés.
Depuis sa création, Eurimages a soutenu dans le cadre du programme de soutien à la coproduction, 1912 coproductions européennes pour un montant d'environ 562 millions d’Euros. 
Le Programme de soutien à la distribution est destiné seulement aux distributeurs ayant leur siège social dans un Etat membre du Fonds n'ayant pas accès au programme de distribution Créative Europe-MEDIA  de l’UE : Arménie, Canada, fédération de Russie, Géorgie, Suisse, Turquie.
Eurimages soutient, en partenariat avec Europa Cinemas, des salles de cinéma situées dans les pays membres d’Eurimages qui n’ont pas accès aux dispositions du Programme Europe Créative MEDIA : l'Arménie, le Canada, la Géorgie, la fédération de Russie, la Suisse et la Turquie.
Eurimages coopère depuis de nombreuses années avec différents marchés du film en Europe parmi lesquels ceux de Berlin, Cannes et plus récemment Venise, trois événements où Eurimages dispose d’un stand. Le Fonds a développé des partenariats avec divers évènements et festivals: le Festival du Film d’Istanbul, la manifestation Étoiles et Toiles du Cinéma européen, le Festival du Cinéma Européen de Séville ... 
Eurimages s’est associé à dix marchés de coproduction pour décerner le Prix Eurimages au développement de la coproduction afin d’encourager la coproduction dès la genèse du projet. Le Fonds a décidé de s’associer à quatre festivals européens pour créer le Prix Eurimages "Lab Project" destinés à des projets innovants qui explorent de nouvelles formes d’expression artistique. Eurimages s’est associé à l'Académie du Cinéma Européen (European Film Academy) et a créé un prix pour la coproduction - le Prix Eurimages – destiné à récompenser chaque année le travail d’un ou deux producteurs ayant participé à la coproduction de projets soutenus par Eurimages. 
Depuis 2012, Eurimages se préoccupe de la question de l'égalité entre les femmes et les hommes dans l'industrie cinématographique. Eurimages a créé le prix Audientia dans le cadre de sa stratégie pour l’égalité de genre et de son plan d’action pour promouvoir le rôle de la femme dans le domaine de l’industrie cinématographique européenne. Eurimages organise des réunions élargies du Groupe de Travail Parité des Genres, quatre fois par an dans le cadre des réunions du Comité de Direction d'Eurimages. L'objectif de ces réunions élargies est de s'assurer que les autorités locales et les professionnels du cinéma prennent conscience de l'importance d'une plus grande égalité des femmes et des hommes dans l'industrie cinématographique. Au cours de sa 148e réunion le 20 octobre 2017, le Comité de direction d’Eurimages a renouvelé son engagement pour l'égalité entre les femmes et les hommes en adoptant une stratégie pour promouvoir l’égalité entre les femmes et les hommes au sein de l’industrie cinématographique européenne 2018-2020.

## Comité de direction
Le Fonds est dirigé par un Comité de direction au sein duquel chaque État membre adhérent est représenté.
Le Comité de direction définit la politique du Fonds, les conditions d’octroi des soutiens, et sélectionne les œuvres bénéficiant d’un soutien, il se réunit quatre fois par an.
Le Comité de direction élit son Président parmi les personnalités proposées par les États membres. 
La Présidente actuelle est Catherine Trautmann,. Elle a pour rôle de représenter le Fonds sur le plan de la politique audiovisuelle, de diriger les débats, et d’engager un dialogue actif avec les professionnels du cinéma.

## États membres
- Albanie 01.09.2009
- Allemagne 26.10.1988
- Arménie 01.01.2016
- Autriche 05.02.1991
- Belgique 26.10.1988
- Bosnie-Herzégovine 01.01.2005
- Bulgarie 01.01.1993
- Canada 16.03.2017[17]
- Chypre 26.10.1988
- Croatie 01.01.2003
- Danemark 26.10.1988
- Espagne 26.10.1988
- Estonie 01.01.2004
- Finlande 05.02.1990
- France 26.10.1988
- Grèce 26.10.1988
- Géorgie 18.10.2011
- Hongrie 01.01.1990
- Irlande 01.09.1992
- Islande 26.01.1989
- Italie 26.10.1988
- Lettonie 01.01.2002
- Lituanie 29.05.2007
- Luxembourg 26.10.1988
- Macédoine du Nord 01.05.2003
- Norvège 26.01.1989
- Pays-Bas 26.10.1988
- Pologne 19.09.1991
- Portugal 26.10.1998
- République tchèque 01.01.1994
- Roumanie 29.05.1998
- Fédération de Russie 01.03.2011
- Serbie 01.01.2005
- Slovaquie 15.04.1996
- Slovénie 01.01.2001
- Suède 26.10.1988
- Suisse 26.01.1989
- Turquie 28.02.1990

## Films primés soutenus par Eurimages
- Films primés soutenus par Eurimages[18]